# ستيفاني يونغ (مؤدية أصوات)
ستيفاني يونغ (Stephanie Young) هي مؤدية أصوات أمريكية.

## أدوارها في الأنمي

### مسلسلات أنمي تلفزيونية
- ون بيس - نيكو روبين/مس أول سنداي, نيكو أولفيا
- خيميائي الفولاذ: فل ميتال ألكيميست - أوليفيير ميرا آرمسترونغ
- تسوباسا كرونيكل - أوروها
- إندكس معينة خاصة بالسحر - شيري كرومويل
- إندكس معينة خاصة بالسحر II - شيري كرومويل
- إيس أتورني - مورغان فاي
- سايكو-باس - دومينيتر
- سايكو-باس 2 - دومينيتر
- كلايمور - كلير
- حفيد الحكيم - أريا
- أكاديميتي للأبطال - نانا شيمورا
- أزور لين - نيفادا
- إبتسمي على منصة العرض - شيزوكو ناروؤكا
- بطولات أرسلان - تاهاميني
- بطولات أرسلان: رقصة العاصفة الترابية - تاهاميني
- سول إيتر - أراكني
- هجوم العمالقة Season 3 - كافن
- شو باي روك!! - دارودايو
- شو باي روك!!# - دارودايو
- باكانو! - أديل

### أوفا أنمي
- دوت هاك كوانتوم - شامروك

### أفلام أنمي
- ون بيس: أميرة الصحراء والقراصنة - نيكو روبين
- ون بيس فيلم: سترونغ وورلد - نيكو روبين
- ون بيس فيلم Z - نيكو روبين
- ون بيس فيلم غولد - نيكو روبين
- ون بيس ستامبيد - نيكو روبين
- إيفانجيليون: 1.0 أنت (غير) وحيد - يوي إيكاري
- إيفانجيليون: 2.0 أنت (لا) تستطيع التقدم - يوي إيكاري
- سايكو-باس: الفيلم - دومينيتر

## أدوارها في ألعاب الفيديو
- ون بيس: أنليميتد أدفنتشر - نيكو روبين
- دراغون بول زينوفرس - توا
- دراغون بول زينوفرس 2 - توا
- دراغون بول Z: كاكاروت - توا

## وصلات خارجية
- ستيفاني يونغ (مؤدية أصوات) على موقع IMDb (الإنجليزية)
- ستيفاني يونغ (مؤدية أصوات) على موقع قاعدة بيانات الفيلم (الإنجليزية)
- ستيفاني يونغ (مؤدية أصوات) على موقع ANN person (الإنجليزية)

- صفحة IMDb